# خرايسية
مدينة جزائرية تابعة لولاية الجزائر هي بلدية تابعة لدائرة درارية
- عدد السكان في 2006 كان 17،742ن
- الرمز البريدي 42390

## مواضيع ذات صلة
- تاريخ ولاية الجزائر
- بلديات ولاية الجزائر
- دوائر ولاية الجزائر